# Anđelko Đuričić
Anđelko Đuričić (in serbo Анђелко Ђуричић?; Pančevo, 21 novembre 1980) è un ex calciatore serbo, di ruolo portiere.

## Carriera

### Club
Ha militato nella Dinamo Pančevo, la squadra della sua città, prima di passare al Hajduk Kula nel 2002. Dal 2009 è un giocatore dell'União Leiria.
Rimane in Portogallo per 2 anni, e dopo essere stato titolare inizialmente perde il posto in favore di Eduardo Gottardi, per poi di tornare in patria al Donji Srem nel 2011.

### Nazionale
Ha debuttato nella nazionale di calcio della Serbia il 29 maggio 2010 contro la Nuova Zelanda rilevando al 46º il titolare Vladimir Stojković.
È stato convocato da Radomir Antić per il campionato mondiale del 2010 in Sudafrica, in cui non giocherà nessuna delle 3 partite della selezione serba eliminata al primo turno.

## Statistiche

### Cronologia presenze e reti in nazionale
| Cronologia completa delle presenze e delle reti in nazionale ― Serbia | Cronologia completa delle presenze e delle reti in nazionale ― Serbia | Cronologia completa delle presenze e delle reti in nazionale ― Serbia | Cronologia completa delle presenze e delle reti in nazionale ― Serbia | Cronologia completa delle presenze e delle reti in nazionale ― Serbia | Cronologia completa delle presenze e delle reti in nazionale ― Serbia | Cronologia completa delle presenze e delle reti in nazionale ― Serbia | Cronologia completa delle presenze e delle reti in nazionale ― Serbia |
| Data                                                                  | Città                                                                 | In casa                                                               | Risultato                                                             | Ospiti                                                                | Competizione                                                          | Reti                                                                  | Note                                                                  |
| --------------------------------------------------------------------- | --------------------------------------------------------------------- | --------------------------------------------------------------------- | --------------------------------------------------------------------- | --------------------------------------------------------------------- | --------------------------------------------------------------------- | --------------------------------------------------------------------- | --------------------------------------------------------------------- |
| 29-5-2010                                                             | Klagenfurt am Wörthersee                                              | Nuova Zelanda                                                         | 1 – 0                                                                 | Serbia                                                                | Amichevole                                                            | -                                                                     | 46’                                                                   |
| 11-8-2010                                                             | Belgrado                                                              | Serbia                                                                | 0 – 1                                                                 | Grecia                                                                | Amichevole                                                            | -1                                                                    |                                                                       |
| 3-9-2010                                                              | Tórshavn                                                              | Fær Øer                                                               | 0 – 3                                                                 | Serbia                                                                | Qual. Euro 2012                                                       | -                                                                     |                                                                       |
| 7-9-2010                                                              | Belgrado                                                              | Serbia                                                                | 1 – 1                                                                 | Slovenia                                                              | Qual. Euro 2012                                                       | -1                                                                    |                                                                       |
| Totale                                                                |                                                                       | Presenze                                                              | 4                                                                     |                                                                       | Reti                                                                  | -2                                                                    |                                                                       |